# Vowinckel
Vowinckel es un lugar designado por el censo ubicado en el condado de Clarion en el estado estadounidense de Pensilvania. En el año 2010 tenía una población de 139 habitantes.

## Geografía
Vowinckel se encuentra ubicado en las coordenadas 41°24′17″N 79°13′52″O / 41.40472, -79.23111.. Según la Oficina del Censo de los Estados Unidos, Vowinckel tiene una superficie total de 2,46 mi² (6,4 km²), de la cual 2,46 mi² (6,4 km²) corresponden a tierra firme y 0 mi² (0 km²) es agua.